# ジェームズ・クレイグ・ワトソン

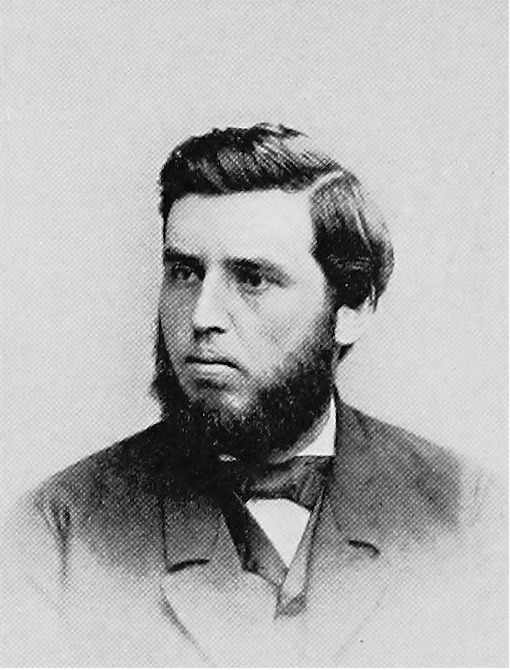
ジェームズ・クレイグ・ワトソン

ジェームズ・クレイグ・ワトソン（James Craig Watson、1838年1月28日 - 1880年11月22日）は、カナダのオンタリオ州に生まれ、カナダとアメリカで活動した天文学者。
ワトソンの家族は1850年にミシガン州アナーバーに転居した。
15歳のときミシガン大学に合格。古代言語を専攻した。また、フランツ・ブリュヌーンに天文学の講義を受ける。
この後、フランツ・ブリュヌーンに代わりデトロイト天文台の第2代所長となった。1868年には『天文理論』という本も書いている。
ワトソンは79番小惑星エウリノーメをはじめとして22の小惑星を発見している。そのうち一つは瑞華であり、北京で発見した。命名は中国当局の発案である。
ワトソンは、水星より太陽の近くを廻る惑星「バルカン惑星」の存在を信じていたが、今日ではそのような天体がないことが知られている。彼は1878年7月ワイオミング州で日食の際に2つのバルカン惑星を観測できたと信じていた。
1880年、腹膜炎のため42歳で死去した。天文学以外の分野で非常に儲け、その財産でジェームズ・クレイグ・ワトソン・メダルを設立し、3年ごとに天文学者に全米科学アカデミーで賞与されるように寄付している。
小惑星(729)のワトソニアは、ワトソンにちなんで名づけられた。